# Pamiria
Pamiria is een geslacht van vlinders uit de familie van de Lycaenidae, de kleine pages, vuurvlinders en blauwtjes. De wetenschappelijke naam en de beschrijving van dit geslacht zijn voor het eerst gepubliceerd in 1995 door Alexander Borisovich Zhdanko.

## Soorten
- Pamiria chitralensis (Tytler, 1926)
- Pamiria chrysopis (Grum-Grshimailo, 1888)
- Pamiria farazi (Pagès & Charmeux, 1997)
- Pamiria galathea (Blanchard, 1844)
- Pamiria issa (Zhdanko, 1995)
- Pamiria margo (Zhdanko, 2002)
- Pamiria metallica (C. & R. Felder, 1865)
- Pamiria omphisa (Moore, 1875)
- Pamiria selma (Koçak, 1996)